# Paul Grohmann
Paul Grohmann (Vienna, 12 giugno 1838 – Vienna, 29 luglio 1908) è stato un alpinista austriaco.

## Biografia
Cofondatore nel 1862 del Club alpino austriaco (Oesterreichischer Alpenverein) assieme a Friedrich Simony e Edmund von Mojsisovics. Fu tra i primi scalatori di numerose cime delle Alpi austriache (Alpi della Zillertal) e delle Dolomiti, all'epoca, appartenenti ancora in massima parte, all'Impero austro-ungarico. Nel 1875 pubblicò una cartina dettagliata delle Dolomiti (Karte der Dolomit-Alpen) (v. immagini) e nel 1877 pubblicò il libro Wanderungen in den Dolomiten (Passeggiate nelle Dolomiti) che contribuì alla diffusione dello sport alpinistico e al turismo di montagna.

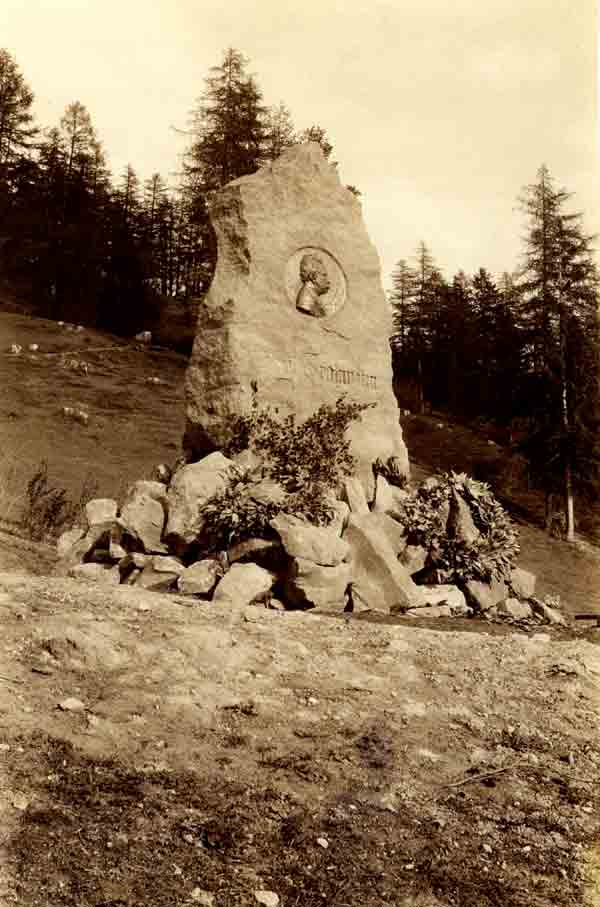
Monumento a Paul Grohmann a Ortisei foto di Emil Terschak

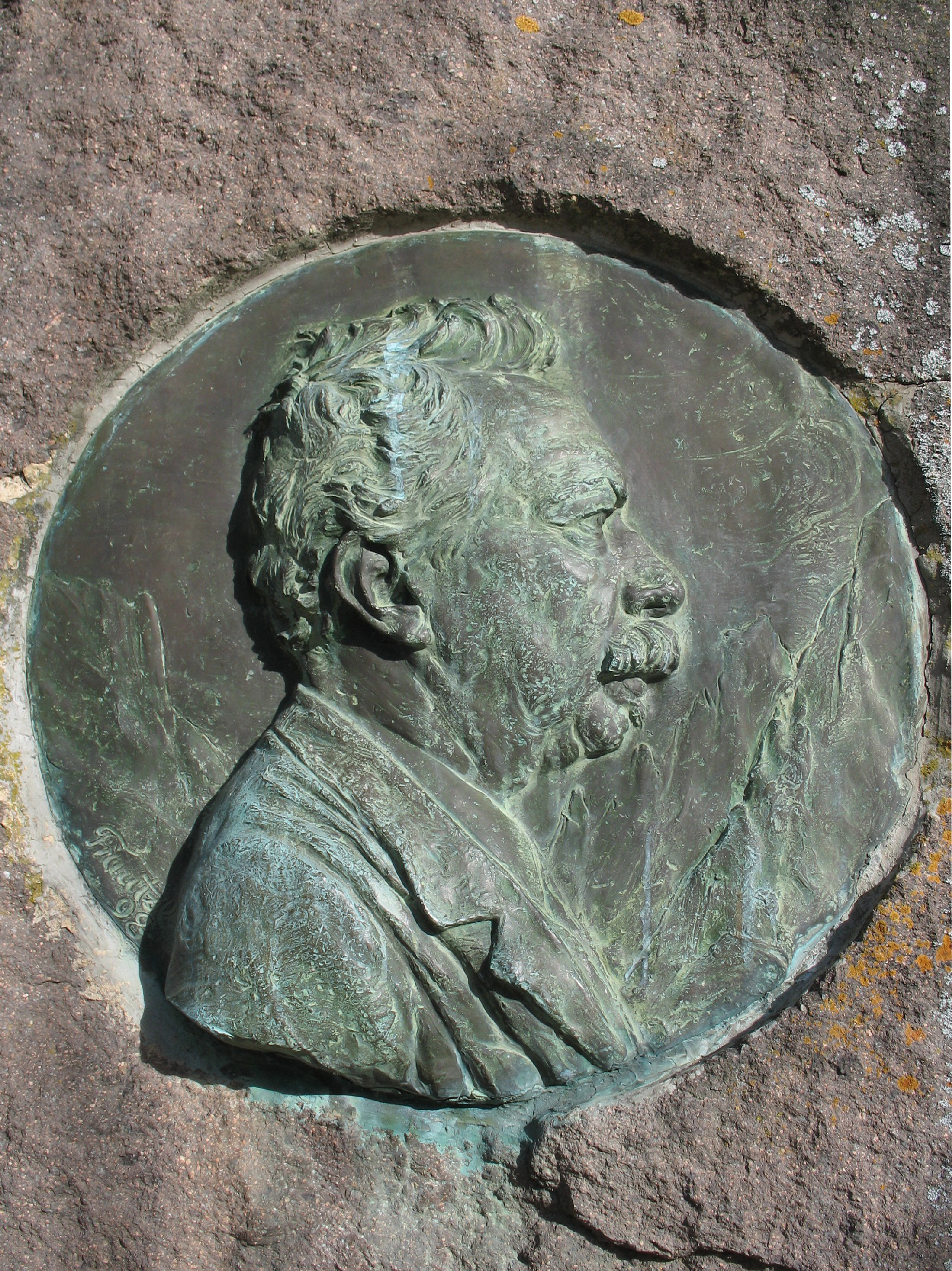
Ritratto di Paul Grohmann in bronzo eseguito da Julius Trautzl (1859 - 1958) nato ad Arco nel Trentino

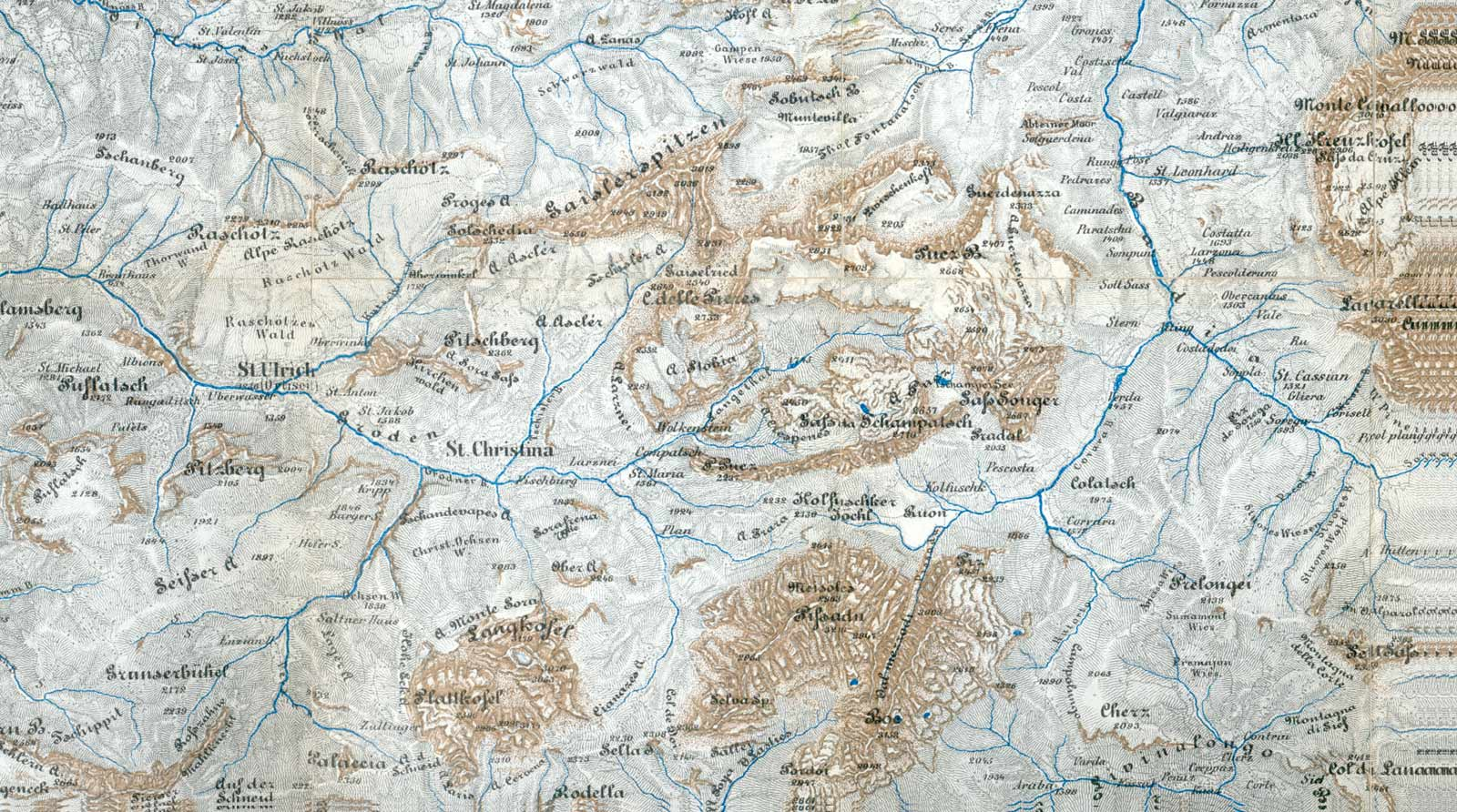
Dettaglio della carta di Grohmann con il Gruppo del Sassolungo e del Sella.

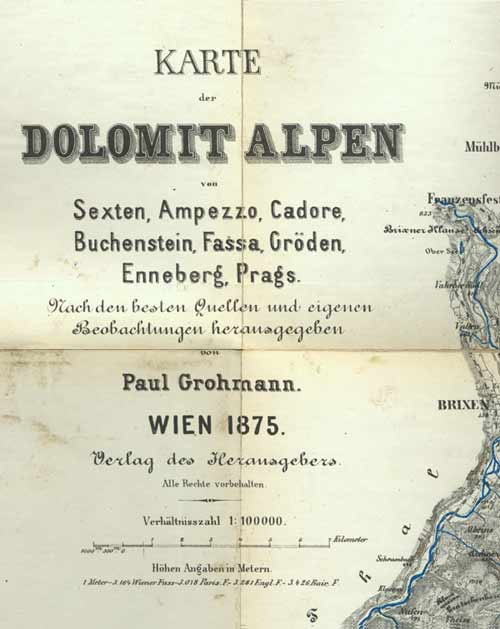
Carta delle Dolomiti del 1875 di Paul Grohmann

Un monumento con stele in porfido e ritratto in bronzo venne eretto ed inaugurato il 9 settembre 1898 ad Ortisei in Val Gardena, con festività in suo onore che durarono diversi giorni. Il comune di Cortina d'Ampezzo gli dedicò un'importante strada del centro, via Paul Grohmann. A lui è anche dedicata l'Alta via n. 4. Le principali cime da lui conquistate furono:
- Hochalmspitze (Alti Tauri - 15 agosto 1859)
- Tofane (di Rozes, di Mezzo e de Inze) (1863)
- Antelao (1863)
- Marmolada ( 28 settembre 1864)
- Sorapiss (1864)
- Tofana di Rozes (1864)
- Piz Boè (1864)
- Gran Pilastro (24 luglio 1865)
- Cristallo (14 settembre 1865)
- Coglians (30 settembre 1865)
- Olperer (Alpi della Zillertal - 1867)
- Punta Tre Scarperi (Dolomiti di Sesto, 18 luglio 1869)
- Sassolungo (13 agosto 1869)
- Cima grande di Lavaredo (21 agosto 1869)

Nelle sue scalate fu accompagnato da alcune guide che sono divenute celebri nella storia dell'alpinismo come Francesco Lacedelli, Santo Siorpaes, Franz Innerkofler e Peter Salcher.